# مرغ باران بک
مرغ باران بک(نام علمی: Pseudobulweria becki) نام یک گونه از تیره کبوتردریاییان است.